# Varjagi
Varjagi ali Varangjani (staronordijsko Væringjar; srednjeveškogrško Βάραγγοι, latinizirano: Várangoi; starovzhodnoslovansko варяже, latinizirano: varyazhe, ali варязи, varyazi) so bili Vikingi, ki so predvsem v 9. in 10. stoletju prodirali iz Skandinavije proti vzhodu in jugu ozemlja, ki danes pripada Rusiji, Belorusiji in Ukrajini. Nekateri strokovnjaki, med njimi tudi M. V. Lomonosov, trdijo, da se je izraz »Varjagi« uporabljal za vse, ki so potovali po morju, za trgovce in pirate, ne glede na njihovo poreklo. Izraz se je uporabljal tudi za vikinške in slovanske vojaške oddelke, ki so se premikali sem in tja med glavnimi trgovskimi središči in se občasno spopadali. 
Podobno vlogo ima v ruskem jeziku izraz »nemec«, ki se uporablja za skoraj vse tujce iz evropskih držav, predvsem za Nemce. V sodobnem ruskem jeziku ima izraz »nemec« samo en pomen – »Nemec«.

## Etimologija
Grška beseda Várangos in starovzhodnoslovanska beseda varęgŭ sta izpeljanki staronordijske besede væringi, ki je sestavljena iz besed  vár  (zaobljuba, prisega) in gengi (tovariš) in lahko pomeni »zapriseženo osebo« ali »tujca, ki je pri sprejemu v službo svojemu gospodarju objubil zvestobo« ali »varovanca«.

## Rusi
Skandinavski kolonisti so v 750. letih v severni Rusiji ustanovili Aldeigjo (Ladogo) in verjetno postali element v zgodnji etnogenezi ruskega naroda. Zelo verjetno so vplivali tudi na nastanek Ruskega kaganata. Varjagi - Rusi so v Primarni kroniki prvič omenjeni leta 859 kot pobiralci davkov med slovanskimi in finskimi plemeni. V tem obdobju je prišlo do obsežne ekspanzije Vikingov tudi v druge dele Evrope, na primer v Anglijo, ki jim je začela plačevati danegeld (danski davek), da bi se izognila njihovemu stalnemu pustošenju, in Latvijo, kjer so napadli Kuronce iz Grobine.
Primarna kronika pravi, da so se slovanska in finska plemena leta 862 uprla varjaškim Rusom in jih pregnala v Skandinavijo, kmalu zatem pa so se začela med seboj prepirati. Sprta plemena so zaradi nesoglasij pozvala Ruse, naj se »vrnejo in jim vladajo« in ponovno vzpostavijo mir. Varjagi, ki so jih vodili Rurik in njegova brata Truvor in Sineus, so se na njihov poziv vrnili in se naselili okrog mesta Holmgård (Veliki Novgorod).
V 9. stoletju so Varjagi odprli volško trgovsko pot, ki je povezala severno Rusijo (Gardariki) s Srednjim vzhodom (Serkland, Abasidski kalifat). Proti koncu stoletja je trgovanje po Volgi začelo pojemati in njegovo vlogo je prevzelo trgovanje z Grki oziroma Bizantinskim cesarstvom (Trgovska pot od Varjagov do Grkov). Glavni središči varjaškega  trgovanja sta bili poleg Ladoge in Novgoroda še Gnezdovo pri današnjem Smolensku in otok Gotland v Baltiku.
Živahno trgovino potrjujejo najdbe arabskega in bizantinskega denarja. Večino arabskih kovancev iz vikinških časov (40.000) so našli na Gotlandu. V Skåneju, Ölandu in Upplandu so našli okrog 12.000 kovancev, v drugih področjih Skandinavije pa kakšnih 1.000 na Danskem in okrog 500 na Norveškem. Bizantinske kovance (približno 400) so našli skoraj izključno na Gotlandu.
Zahodni zgodovinarji se nagibajo k trditvi iz Primarne kronike, da so Varjagi v 80. letih 9. stoletja povezali slovanske naselbine v Kijevsko Rusijo in ji dali svoje ime. Mnogi slovanski poznavalci oporekajo teoriji germanskega vpliva na Ruse in predlagajo za ta del vzhodnoevropske zgodovine drugačne scenarije. Glavni razlog za njihovo oporekanje je, da je bil avtor kronike, menih Nestor, v službi na varjaškem dvoru.
V nasprotju z močnim skandinavskim vplivom v Normandiji in na Britanskih otokih, Varjagi na Vzhodu niso preživeli. Varjaška vladajoča elita v dveh močnih mestnih državah Novgorodu in Kijevu se je do konca 10. stoletja popolnova poslovanila. Stara skandinavščina se je v Novgorodu kljub temu govorila vse do 13. stoletja.

## Rusi in Bizantinsko cesarstvo
Prvi bizantinski zapis o Varjagih pred letom 842 se je ohranil v grškem Življenju sv. Jurija Amastriškega in govori o njihovem vojnem pohodu v Paflagonijo.
Leta 839 se je cesar Teofil (829–842) pogajal s tujci, katere imenuje Ros, da bi dobil nekaj najemnikov za svojo vojsko. 
Leta 860 so kijevski Rusi pod poveljstvom Askolda in Dira prvič napadli Konstantinopel. Rezultat njihovega napada je sporen. Arabski viri poročajo, da so Rusi v 870. letih ter leta 910, 912, 913, 943 in kasneje vdirali tudi na Kaspijsko jezero. Rusi so imeli z Bizantinci večinoma miroljubne trgovske odnose, vendar so kijevski vladarji kljub temu dvakrat po morju napadli Bizantinsko cesarstvo. Napad leta 907 je bil dokaj uspešen, leta 941 pa so doživeli polom. Knez Svjatoslav I. je v letih 968-971 sprožil obsežen napad na Balkan.
Ruski napadi so bili uspešni v tem smislu, da so prisilili Bizantince k spremembi njihovih trgovskih sporazumov, v vojaškem smislu pa so bili Rusi zaradi premoči bizantinske vojske običajno poraženi, predvsem na morju, kjer so Bizantinci uporabljali grški ogenj.

## Varjaška garda
Bizantinski cesar Bazilij II. ni zaupal svoji bizantinski osebni gardi, katere zvestoba je imela za cesarje pogosto katastrofalne posledice, zato je za svoje osebne stražarje najel dokazano zveste Varjage. Cesarske garde se je čez čas oprijelo ime varjaška garda (grško: Τάγμα των Βαράγγων, Tágma tōn Varággōn). V gardo so sčasoma začeli novačili tudi Švede, Dance in Norvežane, tako da so Skandinavci v gardi prevladovali vse do poznega 11. stoletja. V srednjem veku se je v varjaško gardo rekrutiralo toliko Skandinavcev,  da so v  Västergötlandu v južni Švedski sprejeli zakon, da nihče ni mogel podedovati premoženja, dokler je živel v Grčiji, kot so takrat imenovali Bizantinsko cesarstvo. V 11. stoletju so Skandinavce rekrutirali tudi na drugih evropskih dvorih: v Kijevski Rusiji (980-1060) in Londonu (kjer so bili pripadniki stalne vojske ali Þingalið, 1013-1066). Steven Runciman v Zgodovini križarskih vojn omenja, da so v času Alekseja I. Komnena v varjaško gardo rekrutirali večinoma Anglo-Sase in "druge, ki so trpeli pod oblastjo Vikingov in njihovih bratrancev Normanov".

### Zgodovina
Varjagi se kot najemniki v bizantinski armadi omenjajo že leta 911. Približno 700 jih je skupaj z Dalmatinci služilo v bizantinski mornarici in se udeležilo napada na Kretski emirat leta 902. 629 Varjagov je prišlo na Kreto leta 949 pod poveljstvom Konstantina VII.  415 Varjagov je sodelovalo v italijanski odpravi leta 936. Bizantinski viri omenjajo tudi njihovo sodelovanje v bojih z Arabci v Siriji leta 955. Varjaški najemniki so bili v tem obdobju vključeni v velike kompanije (Μεγάλη ἑταιρεία, Megale hetaireia).
Da bi se obdržal na prestolu je cesar Bazilij II. leta 988 zaprosil za vojaško pomoč Vladimirja I. Kijevskega. Vladimir mu je skladno z določili mirovne pogodbe, ki jo je sklenil njegov oče po rusko-bizantinski vojni leta 970-971, poslal 6.000 mož in v zameno dobil za ženo Bazilijevo sestro Ano. Vladimir je pristal tudi na prestop v krščanstvo in na pokristjanjenje svojih podložnikov.
Ti Varjagi so leta 989 pod osebnim Bazilijevim poveljstvom pristali v Hrisopolisu (Üsküdar)  na azijski obali Bosporja in napadli uporniškega generala Barda Foka. Foka je na bojnem polju padel, njegovi vojaki pa so zatem pobegnili. Varjagi so med zasledovanjem bežečega sovražnika pokazali vso svojo krutost, saj so vse ujetnike "veselo razsekali na koščke".
Vladimirjevi možje so ustvarili jedro varjaške garde, ki je v 11. stoletju sodelovala v vojaških operacijah v južni Italiji, od koder so Normani in Langobardi poskušali izgnati vladajoče Bizantince. Bazilij II. je leta 1018 dobil zahtevo italijanskega katepana Bazilija Bojoana za vojaško pomoč, da bi zatrl upor Langobardov Melusa Barijskega. Bazilij mu je poslal oddelek varjaške garde in Grki so v bitki pri Canosi prepričljivo zmagali. 
Leta 1038 so se Varjagi pod poveljstvom Georgija Manijaka udeležili ponovnega osvajanja Sicilije, na kateri so vladali Arabci. Na Siciliji so se bojevali skupaj z Normani, ki so malo pred tem prišli v Italijo iskat pustolovščin, in Langobardi iz Apulije, ki je bila pod bizantinsko oblastjo. Prominenten pripadnik garde v tistem času je bil Harald Hardrada, kasnejši norveški kralj Harald III. Norveški. Ko je Manijak javno ponižal langobardskega poveljnika Ardijuna, so Langobardi dezertirali, za njimi pa so dezertirali še Normani in Varjagi. 
Kmalu zatem je katepan Mihael Dukejan dobil enoto Varjagov, ki so bili stacionirani v Bariju in so se 16. marca 1041 pri Venosi spopadli z Normani. Pri umiku čez reko Ofanto je mnogo Varjagov utonilo. Septembra istega leta je prišel v Italijo katepan Eksavgust Bojoan z manjšim kontingentom Varjagov, da bi zamenjal neuspešnega Dukejana. 3. septembra je bil tudi on poražen v bitki z Normani.
Mnogo zadnjih katepanov je prišlo iz Konstantinopla v Italijo v spremstvu varjaških enot. Leta 1047 je bil v Bari poslan Ivan Rafael. Prebivalci Barija njegove vojske niso hoteli sprejeti, zato se je moral izkrcati v Otrantu. Dvajset let kasneje, leta 1067, je zadnji katepan, Mabrika, z varjaškimi pomožnimi četami zavzel Brindisi in Taranto.
Varjagi so se kot cesarjeva osebna garda udeležili tudi katastrofalne bitke pri Manzikertu leta 1071 in skoraj vsi padli.
Varjaško gardo so prvih sto let sestavljali predvsem Skandinavci, po uspešni Normanski invaziji v Anglijo pa je leta 1088 v Bizantinsko cesarstvo emigriralo veliko Anglosasov in Dancev. Eden od virov navaja, da jih je bilo več kot 5.000 in da so pripluli z 235 ladjami. Tisti, ki niso dobili službe v cesarski vojski, so se naselili na obali Črnega morja, tisti, ki so jo dobili, pa so postali tako številni, da so gardo imenovali kar  Englinbarrangoi – Anglovarjagi. Bojevali so se na Siciliji proti Normanom Roberta Guiscarda, ki je brez uspeha poskušal osvojiti južni Balkan. Kronisti iz leta 1080 in Ana Komnena v svoji Aleksijadi jih omenjajo kot  "barbare, oborožene s sekirami, ki so doma iz Tule", kar se verjetno nanaša na Britanske otoke.
Glavno varjaško orožje je bila dolga sekira, čeprav so bili pogosto tudi spretni mečevalci in lokostrelci. Mihael Psel piše, da so vsi Varjagi brez izjem uporabljali romfajo, enorezno orožje, ki so ga Grki prevzeli od Tračanov. V nekaterih virih, na primer v Alaksijadi, so opisani kot konjeniki. Stacionirani so bili predvsem okrog Konstantinopla, verjetno v kompleksu palače Bukoleon. Garda je sodelovala tudi v vojnih pohodih. Bizantinski, pa tudi zahodnoevropski in arabski kronisti pogosto omenjajo njihovo hrabrost na bojnem polju, predvsem v primerjavi z lokalnimi barbarskimi narodi. Njihova prisotnost je bila ključna v bitki pri Beroji (sedanja Stara Zagora v Bolgariji), v kateri je cesar Ivan II. Komnen leta 1122 premagal Pečenege. Varjagi so v tej bitki prebili  obroč sovražnikovih vozov in odprli pot v pečeneški tabor. 
Varjagi so igrali pomembno vlogo v obrambi Konstantinopla v četrti križarski vojni. Njihove enote so sestavljali večinoma Angleži in Danci in kronike pravijo, da so se "s sekirami in meči v roki zelo silovito borili z napadalci, ki so se vzpenjali po obzidju".
Varjaška garda je obstojala najmanj do poznega 14. stoletja, ljudje, ki so se imeli za Varjage, pa so v Konstantinoplu živeli do leta 1400. V Rusiji so Varjagi ostali sinonim za Švede vse do poznega 16. stoletja.

### Dolžnosti
Namen in dolžnosti varjaške garde so bile podobne, če ne enake, dolžnostim, kakršne so imeli  kijevska družina, norveški hird ter skandinavski in anglosaški  housecarls: bili so osebna garda cesarja, kateremu so prisegli zvestobo. Imeli so tudi proceduralne obveznosti kot cesarjevi spremljevalci in pritrjevalci in policijske obveznosti, predvsem v času nemirov  in zarot. Poveljeval jim je poseben oficir, imenovan akolut (ἀκόλουθος spremljevalec), ki je bil običajno Bizantinec. 
V bitkah se je garda uporabljala samo v najbolj kritičnih trenutkih ali takrat, ko je bila bitka najbolj srdita. Takratni bizantinski kronisti z mešanico strahu in občudovanja omenjajo, da "Skandinavci vzbujajo strah tako s svojim izgledom kot z orožjem, ker napadajo z brezbrižnim besom in se ne zmenijo niti za kri niti za svoje rane". Opis se verjetno nanaša na berserkerje, ki naj bi v transu imeli nadčloveško moč in nobenega občutka bolečine zaradi lastnih ran.
Ko je bizantinski cesar umrl, so imeli Varjagi izključno pravico, da so stekli v cesarjevo zakladnico in vzeli toliko zlata in drugih dragocenosti, kolikor so jih lahko odnesli. Pravica se je v stari skandinavščini imenovala  polutasvarf  - ropanje palače.  Omenjeni privilegij je mnogim Varjagom omogočil, da so se kot bogataši vrnili v domovino, to pa je ojunačilo še več Skandinavcev, da so se v Miklagarðru (Konstantinoplu) vpisali v varjaško gardo.
Lojalnost varjaške garde je za bizantinske pisce postala pojem. Ana Komnena v Aleksijadi piše, da so njenemu očetu Alekseju pri prevzemanju oblasti leta 1081 svetovali, naj ne napada Varjagov, dokler so še v službi prejšnjega cesarja Nikeforja, "ker je zvestoba cesarjem in varovanje njihove osebnosti njihova družinska tradicija in nekakšna sveta dolžnost. To dolžnost so ohranili  neoskrunjeno, zato se ne bodo nikoli sprijaznili niti z najmanjšim poskusom izdajstva".
V nasprotju z domačimi bizantinskimi gardami, do katere je bil Bazilij II. tako nezaupljiv,  je bila lojalnost varjaške garde povezana s položajem cesarja in ne z osebo, ki je sedela na prestolu. To je postalo očitno leta 969, ko garda ni maščevala umora cesarja Nikeforja II. Ko so Nikeforja napali zarotniki, je njegovemu služabniku uspelo poklicati varjaško gardo, vendar je bil ob njihovem prihodu cesar že mrtev. Garda je takoj pokleknila pred Nikeforjevim morilcem Ivanom I. Cimiskom in ga pozdravila kot novega cesarja. "Če bi bil Nikefor še živ, bi ga branili do zadnjega diha, mrtvega pa ni imelo smisla maščevati, ker so že imeli novega gospodarja."

### Sloves
Varjagi so v leposlovju, na primer v romanu Walterja Scotta Grof Robert v Parizu, prikazani kot najbolj kruti in najbolj zvesti vojaki bizantinske vojske. Verjetno gre za pretiravanje, vendar so pretiravati začeli že bizantinski pisci, ki so jih imeli za  "aristokratske divjake", mnogi pa so jih namesto Varjagi imenovali "s sekirami obororoženi tujci" (pelekyphoroi barbaroi).
Očitna izjema legendarne varjaške zvestobe cesarskemu prestolu se je zgodila leta 1071 po bitki pri Manzikertu, v kateri so Seldžuki ujeli cesarja Romana IV. Diogena. Sultan Alp Arslan je ujetega cesarja izpustil, v Kostantinoplu pa je medtem prišlo do državnega udara. Romanov pastorek, cezar Ivan Dukas, je s pomočjo varjaške garde odstavil odsotnega cesarja, aretiral cesarico Eudoksijo in za cesarja razglasil svojega brata Mihaela VII. Parapinaka. 
Poleg dosledne lojalnosti je bila varjaška garda v 11. stoletju  najbolj znana tudi po svojih dolgih sekirah in pretiranem popivanju. Danski kralj Erik Dobri je med svojim obiskom v Konstantinoplu leta 1103 "opozoril pripadnike garde, naj živijo bolj trezno življenje in naj se ne vdajajo pijači", zato ni nič nenevadnega, da so jih v 12. stoletju imeli za "cesarjeve vinske mehove".

### Runski kamni
O velikih izgubah, ki jih je utrpela varjaška garda, najbrž pričajo varjaški runski kamni, ki govorijo o potovanjih Nordijcev po svetu. Največja skupina runskih kamnov so tako imenovani grški runski kamni, ki so jih postavili pripadniki varjaške garde po vrnitvi v domovino, ali pa so jih postavili v njihov spomin. Na Švedskem je tudi skupina štirih italijanskih runskih kamnov, ki so jih verjetno postavili v spomin na Varjage, ki so umrli v južni Italiji. 
Najstarejše grške runske kamne predstavlja skupina šestih kamnov iz obdobja pred letom 1015, izdelanih v slogu RAK  V to skupino spadajo kamni U 358 v cerkvi v Skepptuni, U 518 na posestvu Östra Ledinge, Sö 170 v Nälbergi in Sm 46 v Eriksstadu.
Eden od najbolj opaznih runskih kamnov iz kasnejšega obdobja je Edski runski kamen U 112, izdelan v slogu Pr4. Gre za velik balvan na zahodni obali jezera Ed, na katerem piše, da se je stotnik varjaške garde Ragnvaldr vrnil domov in dal vklesati napis v spomin na svojo pokojno mater.
Najmlajši runski kamen, izdelan  v slogu Pr5, je iz obdobja 1080-1130, potem pa so kamni postali staromodni.
Varjagi, ki so se vrnili v Skandinavijo, so s seboj prinesli tudi nekaj bizantinske kulture. O tem priča bizantinski križ, vklesan na Risbylskem runskem kamnu U 161 iz zgodnjega 11. stoletja, ki je danes v grbu mesta Täby v Štokholmskem okrožju. Zanimivo je, da je dal križ vklesati Viking Ulf  Borrestski, za katerega na runskem kamnu U 344 piše, da je v Angliji pobral tri danegelde.

## Skandinavske sage
Skandinavske sage pravijo, da so zahodni Skandinavci vstopili v gardo mnogo kasneje kot vzhodni. Islandska saga Laxdœla govori o Bolliju Bollasonu, rojenemu leta 1006, ki je bil prvi znani Islandec ali Norvežan v varjaški gardi: "Imeli so ga za najbolj hrabrega v vseh dejanjih, ki jih počenjajo možje, in vedno je bil med prvimi, kjer je bilo najbolj nevarno". Saga omenja tudi dragocenosti, ki so jih dobili od cesarja in ugled, ki so ga imeli, ko so se vrnili na Island
Varjaška garda je omenjena tudi v Brenu-Njalsovi sagi. Saga govori o Islandcu Kolseggu, ki naj bi  najprej odšel v Holmgard, od tam pa v Miklagard, kjer je vstopil v cesarjevo službo: "Zadnje, kar je bilo slišati o njem, je, da se je tam poročil, da je bil poveljnik Varjagov in da je tam ostal do smrti".
Najslavnejši pripadnik varjaške garde je bil verjetno kasnejši norveški kralj Harald Sigurdsson, poznan kot Harald Hardråde (Trdi). Harald je pobegnil iz domovine najprej v Gardariki, od tam pa v Konstantinopel, kamor je prišel leta 1035. Sodeloval je v osemnajstih bitkah proti Arabcem v Anatoliji in na Siciliji pod poveljstvom generala Georgija Manijaka ter v južni Italiji in Bolgariji.
Harald je med službovanjem v gardi dobil naslova manglavita in spatarokandidata Njegova služba se je končala z aretacijo zaradi nezakonite prisvojitve cesarskega plena, do katere je prišlo med njegovim poveljevanjem. Po detronizaciji cesarja Mihaela V. so ga izpustili. Saga namiguje, da so prav njega poslali v cerkev samostana Studion, kamor sta se zatekla cesar in njegov stric, da oslepi cesarja. Harald je zatem poskusil odstopiti s položaja poveljnika Varjagov, vendar so njegov odstop zavrnili. Nazadnje je pobegnil in se leta 1043 vrnil v domovino. Umrl je v bitki pri Stamford Bridgeu med napadom na Anglijo leta 1065.
Varjaška garda je ponovno dobila nekaj skandinavskega priokusa s prihodom Haraldovega vnuka Sigurda I. Norveškega, ki se je odpravil na križarski pohod v Sveto dežela. Po nekaj bitkah z muslimani je Sigurd dovolil svoji vojski, ki je na začetku štela 6000 mož, da se pridruži varjaški gardi. Kralj Sigurd se je zatem vrnil na Norveško z manj kot sto osebnimi stražarji.